# Obtruncation
Obtruncation ist eine niederländische Death-Metal-Band aus Dordrecht, die im Jahr 1989 gegründet wurde, sich ca. 1991 auflöste und seit 1998 wieder aktiv ist.

## Geschichte
Die Band wurde im Jahr 1989 gegründet und bestand aus dem Sänger und Gitarristen Luc van Ravels, dem Schlagzeuger Martin Steigenga, dem Gitarristen Frank Dronkers und dem Bassisten Roeland Boot. In dieser Besetzung nahm die Gruppe im Dezember 1990 ein erstes Demo unter dem Namen Sanctum's Disruption auf, ehe es im Folgejahr erschien. 1991 stieß Lawrence Payne als Sänger zur Band. Van Ravels konzentrierte sich daraufhin auf das Spielen der E-Gitarre. Kurz darauf verließ Boot die Gruppe und wurde durch Arjan Meerkerk ersetzt. Im Jahr 1992 wurde ein zweites Demo namens Sphere of the Rotting veröffentlicht. Zwei der fünf Lieder sind auf einem Sampler von DSFA Records enthalten. Im Sommer 1991 ging die Gruppe auf eine kleine Tournee durch Sizilien. Ein paar Jahre später nahm die Band für ein französisches Label zwölf Lieder auf, jedoch fühlte sich die Band von dem Label ungerecht behandelt, weshalb sie sich auflöste. Etwas später wurde das niederländische Label Damnation Records auf das Material aufmerksam, das 1997 unter dem Namen The Callous Concept als Album erschien. Die Band gründete sich daraufhin 1998 neu und bestand aus dem Schlagzeuger Steigenga, dem Gitarristen van Ravels, dem Sänger Alex van den Heuvel, dem Bassisten Marco Besjis und dem Gitarristen Michel Wijngaard. 2002 kam Tibor Lilkes als Ersatz für Wijngaard und Anton Visser als neuer Sänger hinzu. Im Jahr 2007 verstarb Besjis unerwartet. Als Ersatz kam Jay Dijkstra hinzu. Zudem war Bruno Bakker als neuer Gitarrist für Lilkes in der Besetzung. 2014 erschien über Vic Records das nächste Album Abode of the Departed Souls.

## Stil
Laut Tobias Kreutzer von metal.de kann man auf Abode of the Departed Souls kaum einen Unterschied zwischen den Liedern ausmachen, da die Geschwindigkeit fast durchgängig hoch sei und auch die Growls seien nicht abwechslungsreich. Die Gruppe zähle zu den Death-Metal-Bands der ersten Stunde, habe es jedoch nie so wirklich aus dem Underground geschafft.

## Diskografie
- 1991: Sanctum's Disruption (Demo, Eigenveröffentlichung)
- 1992: Sphere of the Rotting (Demo, Eigenveröffentlichung)
- 1997: The Callous Concept (Album, Damnation Records)
- 2014: Abode of the Departed Souls (Album, Vic Records)